# Robert Lichton
Robert Lichton (ibland stavat Lichtone), född 8 juni 1631 i Borgå svenska domkyrkoförsamling, Finland, död 8 januari 1692 på Rörstrands slott i Stockholm, var en svensk greve, militär och statsman.

## Biografi
Robert Lichton föddes 1631 på Hummelsund i Borgå socken, Finland. Han var son till den skotske överstelöjtnanten Johan Lichton i Tavastehus och Nylands kavalleriregemente och Katarina Guthrie.
Lichton antogs 1646 vid femton års ålder som musketerare i svenska hären och deltog i Karl X Gustavs polska krig och hans första och andra danska krig. Han befordrades under tiden till överstelöjtnant och introducerades på svenska riddarhuset 1661. År 1665 förordnades Lichton till överstelöjtnant vid Wolmar Wrangels regemente till häst, utnämndes 1676 till överste och året därpå till befälhavare för Adelsfanan.
Lichton hade 1675 uppflyttats bland friherrar, sedan han styrkt sin härkomst från en skotsk friherrlig ätt. Han utnämndes 1679 till generalmajor och 1681 blev han guvernör över Reval och Estland samt 1685  generallöjtnant och guvernör över Kronobergs och Jönköpings län.
År 1687 blev han kungligt råd och president i Åbo hovrätt och upphöjdes samma år till grevlig värdighet. Gift 1662 med Beata Rosenstierna, varigenom han blev ägare av krogen Blå Örn.
Han avled 1692 på sin egendom Rörstrand.

### Egendom
Han ägde Ullishavin, Äyräpää, Tervik, Perheniemi i Littis socken, Kopparö i Ekenäs landsförsamling och Rörstrands slott i Stocholm.

### Familj
Lichton gifte sig 22 maj 1662 i Sankt Nikolai församling, Stockholm med Beata Rosenstierna (död 1684), dotter till generalriksräntmästaren Mårten Rosenstierna och Beata Böckman.